# Ducati 1098
Ducati 1098 je motocykl kategorie superbike, vyvinutý firmou Ducati, vyráběný v letech 2007–2009. Předchůdcem byl typ Ducati 999, nástupcem se stal model Ducati 1198, menší verzí byl model Ducati 848. V Mistrovství světa superbiků získal na Ducati 1098 v roce 2008 titul mistra světa Troy Bayliss.

## Motor
Pohonnou jednotkou je pro Ducati typický dvouválec s osami válců svírajícími úhel 90 stupňů. Agregát Testastretta s objemem 1098 cm³ má čtyři ventily na válec s desmodromickým rozvodem.

## Rám
Rám je trubkový, příhradový. Brzdový systém Brembo s dvojicí kotoučů na předním kole. Plně stavitelné zavěšení zadního kola s progresivní charakteristikou Showa monoshock. Hliníková jednostranná kyvná vidlice se zdvihem 127 mm

## Technické parametry
- Rám: příhradový z ocelových trubek
- Suchá hmotnost: 173 kg
- Pohotovostní hmotnost:
- Maximální rychlost: 275 km/h
- Spotřeba paliva: 8–10 l/100 km

## Galerie

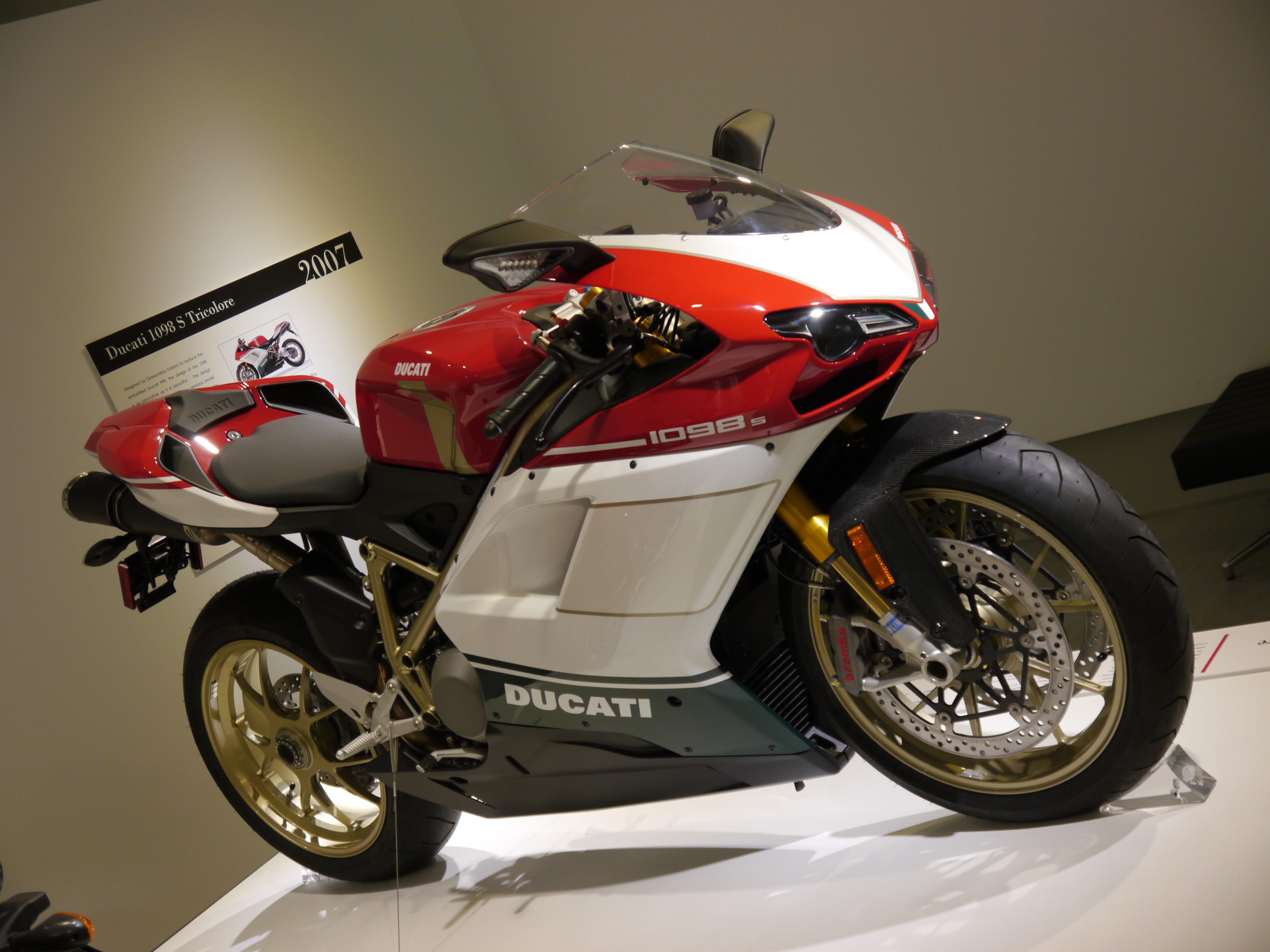
Ducati 1098S Tricolori
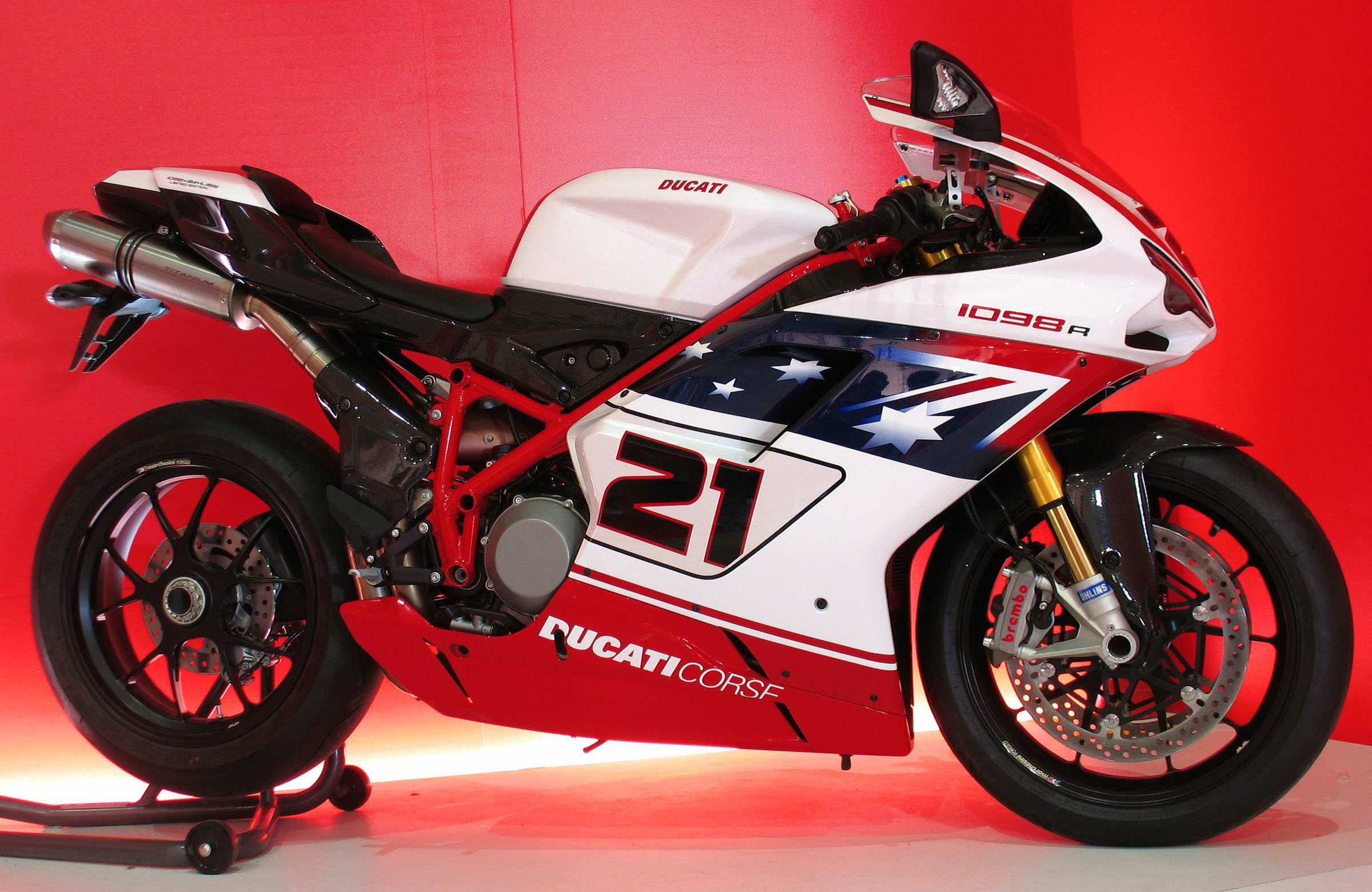
Ducati 1098 Racing Troy Bayliss (2009)